# Worodougou
Le Worodougou, situé dans le nord-ouest du pays, est l'une des 30 régions de Côte d'Ivoire et du district du Woroba. Ce territoire, principalement habité par le peuple koyaka, s'étend sur une superficie de 21 900 km2. En 2021, sa population est estimée à 429 812 habitants. 
La ville de Séguéla en est le chef-lieu (ainsi que du district du Woroba qui englobe la région). La région abrite également les sous-préfectures de Kamalo, Sifié, Worofla, Diarabana, Dualla, Massala (département de Séguéla) et de Djibrosso, Morondo, Fadjadougou, Kani (département de Kani). 
Bouake Fofana est le président du conseil régional du Worodougou.

## Démographie
| 1988    | 1998    | 2014    | 2021    |
| ------- | ------- | ------- | ------- |
| 244 597 | 368 901 | 136 091 | 429 812 |

## Villes et départements
- Séguéla
- Kani

## Sous-préfectures et villages
- La sous-préfecture de Sifié compte 19 villages : Sifié, Selakoro, Sinigoro, Sangreso, Dienfe, Gbelo, Lalo, Dasso, Babien, Béréni Dialla, Béréni Marana, Drissasso, Djénigbé, Gouramba, Nianosso
- La sous-préfecture de Kamalo est composée de tous les villages du canton Gouran sauf (Djénigbé, Gouramba, Nianosso), elle compte 13 villages : 10 villages autochtones (Talla, Kamalo, Bingoro, Lahoua, Sagoura-Sanon, Sagoura-Dougoula, Touna, Diakro, Massala-Gouran, Kénigbè), et 3 villages allogènes : Korokodjouba, Sonigbè, Bac sémien
- Siena
- Sanankoro s/p Marandalla
- La sous-préfecture de Worofla est composée de deux cantons Nigbidougou et Watiadougou. Ces deux cantons sont composés de 30 villages. Nigbidou composé de 17 villages : Worofla, Yamonso, Kohimon, Ngonwo, Monso, Sela, Gbimanan, Banganan, Tiema, Bonan, Kouego, Keye, Lohou, Gbetogo, Gbogoba, Bieman et Babasso. Watiadou composé de 13 villages : Yanfissa, Mansala, Kangana, Kognoumanso, Dougbe, Mankono, Bananigoro, Gbemanzo, Karaba, Dabala, Soko, Kato, Konogo. Il faut préciser la présence de 6 grands campements. Ce qui fait aujourd'hui la sous-préfecture compte 36 villages.
- Sagoura Dougoula est un village de la sous-préfecture de Kamalo, c'est un village composé de cinq grandes familles : Gbiandaga, Dogolo, Banankoro, Selakro, Mangorossoukoro.
- Gbiandaga est compose de gbandaga sanon(  béréka) et de gbiandaga dougoula
- La sous-préfecture de Bobi compte 4 villages : Bobi, Dafana, Nieou, Sangana
- La sous-préfecture de Diarabana compte 11 villages : Diarabana, Besséla, Farafing, Forona, Kénégbè Nord, Massala-Assolo, Mongbara, Niongonan, Oussougoula, Souroumana, Tihima.

## Économie

### Agriculture
L'économie de la région est principalement agricole. La production de café-cacao est, en 2014, de 6,8 millions de tonnes annuelles, celle d'anarcade, de 16,4 millions de tonnes.

### Élevage
L'élevage occupe une place importante dans l'économie de la région. En 2014, on y comptait 50 000 têtes de bétail, 342 000 de volaille, 53 000 ovins et 14 000 caprins.